# Митьково (Степаниковское сельское поселение)
Митьково — деревня в Смоленской области России, в Вяземском районе. Население — 12 жителей (2007 год).. Расположена в восточной части области в 11 км к востоку от районного центра, в 10 км южнее автодороги М1 «Беларусь», на берегу реки Молодки. В 3,5 км к югу от деревни платформа Пыжовка на железнодорожной линии Вязьма — Калуга. Входит в состав Степаниковского сельского поселения.

## Экономика
В деревне расположен карьер Митьковского песчано-гравийного месторождения (сырьё поставляется на ОАО «Вяземское карьероуправление»).